# Очаківське (Скадовський район)
Оча́ківське — село в Україні, у Чулаківській сільській громаді Скадовського району Херсонської області. Населення становить 229 осіб.
24 лютого 2022 року село тимчасово окуповане російськими військами під час російсько-української війни.

## Храми
- Храм Різдва Пресвятої Богородиці УПЦ МП

## Населення
Згідно з переписом УРСР 1989 року чисельність наявного населення села становила 215 осіб, з яких 95 чоловіків та 120 жінок.
За переписом населення України 2001 року в селі мешкало 230 осіб.

### Мова
Розподіл населення за рідною мовою за даними перепису 2001 року:
| Мова       | Відсоток |
| ---------- | -------- |
| українська | 88,65 %  |
| російська  | 6,99 %   |
| вірменська | 3,06 %   |
| молдовська | 0,44 %   |
| інші       | 0,86 %   |